# Charaxes subargentea
Charaxes subargentea är en fjärilsart som beskrevs av Van Someren 1932. Charaxes subargentea ingår i släktet Charaxes och familjen praktfjärilar. Inga underarter finns listade i Catalogue of Life.